# Dmitriy An
Dmitriy Ivanovich An, ros. Дмитрий Иванович Ан, Dmitrij Iwanowicz An (ur. 2 maja 1939 we wsi O‘rtasaray, w rejonie O‘rta Chirchiq, w obwodzie taszkenckim, Uzbecka SRR, zm. 20 maja 2020) – uzbecki piłkarz pochodzenia koreańskiego, grający na pozycji napastnika, trener piłkarski.

## Kariera piłkarska
Wychowanek juniorskiej drużyny kołchozu im. Swerdłowa, a od 1958 roku Futbolowej Szkoły Młodzieżowej Paxtakor Taszkent. Pierwszy trener Nikolay Kim i Aleksandr Lan. W 1958 rozpoczął karierę piłkarską w rodzimym klubie Sverdlovchi O‘rtasaray. Wiosną 1962 został zaproszony do Paxtakoru Taszkent. Na początku 1964 odszedł do Startu Taszkent. Latem 1964 przeniósł się do Politotdiełu Jangibazar, w którym pełnił funkcję kapitana drużyny i zakończył karierę piłkarską w roku 1970.

## Kariera trenerska
Po zakończeniu kariery piłkarza rozpoczął pracę szkoleniowca. Od 1971 pomagał trenować piłkarzy Paxtakoru Taszkent. W latach 90. XX wieku obejmował stanowisko kierownika obiektu sportowego Paxtakoru.

## Sukcesy i odznaczenia

### Sukcesy piłkarskie
Politotdieł Jangibazar
- brązowy medalista Drugiej grupy Klasy A ZSRR: 1966
- brązowy medalista turnieju finałowego republik radzieckich Klasy B ZSRR: 1964

### Odznaczenia
- tytuł Mistrza Sportu: 1966